# Billia hippocastanum
Billia hippocastanum — вид квіткових рослин з родини сапіндових (Sapindaceae).

## Біоморфологічна характеристика
Це кущ чи дерево від 3 до 40 метрів у висоту.

## Поширення
Вид зростає у Центральній Америці: Коста-Рика, Гватемала, Гондурас, Мексика (Чьяпас, Герреро, Ідальго, Оахака, Пуебла, Веракрус); Нікарагуа, Панама.
Росте серед хмарних лісів на висотах від 800 до 2300 метрів.

## Використання
Використовується для отримання деревини.